# Leitura a quente
A leitura a quente é uma técnica de leitura psíquica que em que a pessoa que faz a leitura usa informações obtidas previamente sobre a pessoa que recebe a leitura, sem o conhecimento desta última. A técnica é usada por mentalistas em performances de ilusionismo, por médiuns em sessões ou em outros contextos. Muitas vezes, é usada em conjunto com a leitura a frio (em que nenhuma informação previamente coletada é usada), e pode explicar como médiuns podem "acertar" informações específicas precisamente.
A técnica é usada por alguns médiuns na televisão em conjunto com a leitura a frio. Eles podem fazer com que os clientes programem sua aparição antecipadamente, e então coletam informações usando colaboradores que posam como missionários religiosos, vendedores de revistas ou papeis semelhantes. Esses visitantes podem obter um amplo conhecimento de uma pessoa ao examinar sua casa, para onde os ingressos para o show podem ter sido enviados antes. O médium pode então receber um relato sobre a pessoa, além de ficar sabendo a localização da pessoa na plateia.

## História
Existem muitos métodos que envolvem a leitura a quente.  Em 1938, o mágico John Mulholland escreveu: 
 De onde os médiuns tiram a informação?  Isso é muito fácil. Procure a pessoa em uma lista telefônica. Converse no mercado da esquina. Vá até a casa dela e tente vender uma assinatura de revista.  Fale com os vizinhos. Fale com os empregados, se houver. Se for uma cidade pequena, vá até o cemitério e olhe as lápides. É preciso ser cuidadoso, mas é muito fácil. 
 Ao comentar sobre médiuns do início do século XX, a historiadora Ruth Brandon observou: 
 Vários métodos reconhecidos estavam sendo utilizados. Alguns eram muito simples. Quando um médium visitava uma nova cidade, recomendavam que visitasse o cemitério local e anotasse nomes, datas e qualquer outra informação que pudesse ser obtida das lápides. Ele também pode consultar o "Livro Azul" para a área, uma coletânea circulada entre médiuns listando, para um número cada vez maior de lugares, os nomes dos principais espiritualistas que provavelmente assistirão às sessões, com descrições, histórias familiares e detalhes (cônjuges falecidos, filhos, pais, etc.) e outras informações que possam ser úteis. 
 A ativista cética Susan Gerbic cita a leitura quente como um de muitos métodos usados por médiuns para obter seus efeitos. Ela aponta que isso pode ser feito com nada além de um nome, localização e acesso ao Facebook.
Entre os médiuns notórios que foram pegos utilizando métodos de leitura a quente estão Rosina Thompson e George Valiantine.

## Exemplos modernos de leitura a quente
A esposa do televangelista Peter Popoff , Elizabeth, foi vista na multidão antes de um show, e mais tarde observou-se que Popoff estava usando um aparelho auditivo, o que é estranho para um curandeiro. Em 1986, James Randi e seu colaborador Steve Shaw, um ilusionista conhecido profissionalmente como Banachek, organizaram o Projeto Beta com assistência técnica do perito criminal e especialista em eletrônica Alexander Jason. Usando scanners de rádio computadorizados, Jason foi capaz de demonstrar que a esposa de Popoff estava usando um transmissor de rádio sem fio para passar informações que ela e seus auxiliares tinham obtido a partir de cartões com pedido de oração preenchidos por membros da audiência. Popoff recebeu as informações através de seu aparelho e as repetiu para os atônitos membros da plateia. Jason produziu segmentos de vídeo intercalando as transmissões de rádio interceptadas com os pronunciamentos "milagrosos" de Popoff.
James Underdown, diretor do Grupo de Investigações Independentes (IIG), escreveu que, em um das apresentações ao vivo de Em Busca da Espiritualidade que eles presenciaram, James Van Praagh foi observado assinando livros e conversando com uma mulher, descobrindo assim que ela vinha da Itália. Durante a gravação, ele perguntou se havia "alguém de outro país". Embora o momento em que ela levantou a mão possa ter sido impressionante para os telespectadores, ele usou a técnica de leitura a quente para obter informações prévias.
Um artigo de 2001 da revista Time relatou que o médium John Edward supostamente teria usado leitura a quente em seu programa de televisão, Crossing Over, onde um membro da plateia, o qual havia recebido uma leitura, suspeitou do comportamento dos assessores de Edward, que haviam conversado com os espectadores pedindo-lhes para preencher cartões detalhando suas árvores genealógicas. Em dezembro de 2001, Edward supostamente fez leitura a quente em uma entrevista no programa de televisão Dateline, em que uma leitura para um operador de câmera foi baseada em informações adquiridas em conversas algumas horas antes, ainda que ele se postasse como se ele não soubesse nada sobre o passado do câmera. Em seu livro de 2001, John Edward afirmou nunca ter usado leitura a frio ou a quente.
Em março de 2017, descobriu-se que o pretenso medium Thomas John Flanagan havia usado informações postadas nas redes sociais por pessoas que participavam de seus shows, a fim de "adivinhar" detalhes precisos sobre suas vidas enquanto fingia estar se comunicando com os mortos. Sem saber, ele usou histórias de perfis falsos do Facebook previamente preparados por um grupo de céticos liderados por Susan Gerbic e Mark Edward. Ao usar essa informação, fingindo ouvir os parentes mortos de Gerbic e Edward, a única possibilidade de John saber esses detalhes seria se ele ou os membros de sua equipe tivessem lido os perfis falsos enquanto se preparavam para a apresentação, pois nem mesmo Gerbic e Edward estavam cientes das informações específicas colocadas nos perfis que correspondiam aos pseudônimos que eles estavam usando quando participaram do programa. Em seu programa de televisão Seatbelt Psychic, John também usa atores sobre os quais amplos detalhes eram facilmente acessíveis através das redes sociais.
Em um segmento de fevereiro de 2019 do programa Last Week Tonight, John Oliver especulou que Tyler Henry usave leitura a quente, além de leitura a frio. Como exemplo, Oliver examinou a leitura que Henry fez para Matt Lauer sobre uma pescaria entre pai e filho que fazia parte da leitura. Oliver mostrou que o fato de que Lauer adorava pescar com o pai estava disponível publicamente, tendo Lauer inclusive afirmado isso repetidamente em seu próprio programa. Oliver resumiu: "Olha, talvez Tyler Henry tivesse acesso genuíno à vida após a morte, uma ação que mudaria fundamentalmente nossa compreensão de tudo na Terra. Ou talvez ele apenas tenha pesquisado no Google 'Matt Lauer Dad' e tirado a porra da sorte grande”.